# Jabbour Douaihy
Jabbour Douaihy (arabisch جبور الدويهي; * 1949 in Zgharta, Libanon; † 23. Juli 2021) war ein libanesischer Literaturwissenschaftler und Schriftsteller.

## Leben
Douaihy entstammte einer christlichen libanesischen Familie. Er studierte Vergleichende Literaturwissenschaft an der Sorbonne. Douaihy war Professor für Französische Literatur an der Libanesischen Universität in Beirut.
Sein Roman Morgen des Zorns war 2008 für den Arabischen Booker Prize nominiert und wurde in mehrere Sprachen übersetzt; auf Deutsch erschien er 2012. Der Autor arbeitete darin in wechselnden Perspektiven eine sich zum Bürgerkrieg auswachsende Fehde in den 1950er-Jahren auf, in die seine Familie tatsächlich verwickelt war. An einem einzigen Tag fielen der Fehde zwanzig Menschen zum Opfer. Namen und Geschehnisse wurden verändert bzw. fiktionalisiert.
Der Roman Chased away war für den Arabischen Booker Prize 2012 nominiert.
Neben Romanen verfasste Jabbour Douaihy Kurzgeschichten und Kinderbücher. Er starb nach langer Krankheit im Juli 2021 im Alter von 72 Jahren.

## Werke
- Morgen des Zorns, aus dem Arabischen von Larissa Bender. Hanser Verlag, München 2012, ISBN 978-3-446-23852-7.